# Quetzalcoatlus
Quetzalcoatlus je bio pterosaur pterodaktiloid iz kasnokredske Sjeverne Amerike (stadij maastrichtija) i jedna od najvećih poznatih letećih životinja svih vremena. Bio je pripadnik porodice Azhdarchidae, naprednih bezubih pterosaura s neobično dugim i ukočenim vratovima. Naziv je dobio po mezoameričkom pernatom zmijskom bogu, Quetzalcoatlu.

## Opis
Ostaci lubanje neimenovane manje vrste pokazuju da je Quetzalcoatlus imao vrlo oštar i šiljast kljun, suprotno ranijim rekonstrukcijama, koje su ga prikazivale s tuplim krajem, do čega je došlo zbog nesmotrenog uključivanja ostataka čeljusti jedne druge vrste pterosaura, moguće Tapejaridae ili vrste srodne rodu Tupuxuara. Kresta na lubanji je postojala, ali njezin točan oblik i veličina još uvijek nisu poznati.

### Veličina
Kada je prvi put pronađen, znanstvenici su procijenili da su najveći fosili Quetzalcoatlusa potekli od jedinke s rasponom krila od čak 15,9 metara, odabravši srednju vrijednost od tri ekstrapolacije iz proporcija drugih pterosaura, koje su dale sljedeća tri rezultata: 11, 15,5 ili 21 metar. Međutim, daljnja su istraživanja 1981. spustila te procjene na 11 do 12 metara. Novije procjene izvedene pomoću novih spoznana proporcija kod Azhdarchidae određuju njegov raspon krila na 10 do 11 metara.
Procjenjivanje mase divovskih pripadnika Azhdarchidae izuzetno je problematično, jer ni jedna današnja životinja ne dijeli veličinu tijela ili izgled s njima, te stoga objavljeni rezultati znatno variraju. Dok su neka starija istraživanja za Quetzalcoatlusa davala izrazito malenu težinu, nekada samo 70 kg za jedinku s rasponom krila od 10 metara, većina procjena objavljenih od 2000-ih davala su više rezultate, od oko 200 do 250 kg.

## Otkriće i vrste
Prve je fosile Quetzalcoatlusa 1971. pronašao jedan postdiplomac geologije, Douglas A. Lawson, u Texasu (formacija Javelina, Maastrichtij) u nacionalnom parku Big Bend (starom oko 68 milijuna godina). Taj se primjerak sastojao od nepotpunog krila (koje se kod pterosaura sastoji od podlaktice i izduženog četvrtog prsta) jedne jedinke, čiji je raspon krila kasnije procijenjen na preko 10 metara. Lawson je otkrio drugo nalazište iste starosti, oko četrdeset kilometara dalje od prvog, gdje su on i profesor Wann Langston Jr. između 1972. i 1974. otkrili djeliće kostura mnogo manjih jedinki. Lawson je 1975. obznanio to otkriće u članku u časopisu Science. Te iste godine je u naknadnom pismu istom časopisu učinio veliki izvorni primjerak, TMM 41450-3, holotipnim primjerkom novog roda i vrste, Quetzalcoatlus northropi. Naziv roda odnosi se na aztečkog boga pernatu zmiju, Quetzalcoatla. Naziv vrste dat mu je u čast Johna Knudsena Northropa, osnivača Udruženja Northrop, koji se interesirao za dizajne velikih aviona bez repa, na koje je Quetzalcoatlus dosta nalikovao. Isprva se pretpostavljalo da su manji primjerci mladunci ili još uvijek neodrasle jedinke većeg tipa. Kasnije, kada je otkriveno još ostataka, znanstvenici su shvatili da bi u pitanju mogle biti različite vrste. Alexander Kellner i Langston su 1996. godine privremeno nazvali tu moguću drugu vrstu iz Texasa Quetzalcoatlus sp., ukazavši na to da je njen status bio previše nesiguran da bi joj se dalo puno novo ime. Manji primjerci su potpuniji od holotipa Q. northropi, te uključuju četiri nepotpune lubanje, iako su one mnogo manje mase, a raspon njihovih krila se procjenjuje na 5,5 metara.
Holotipni primjerak Q. northropi još uvijek nije pravilno opisan i definiran. Mark Witton i kolege (2010.) smatraju da se, na mjestima gdje se poznati ostaci preklapaju, uopće ne razlikuju od rumunjskog Hatzegopteryxa, koji je živio u istom razdoblju. Ako je Q. northropi dovoljno potpun da se odvoji od ostalih pterosaura (tj. ako nije nomen dubium), Hatzegopteryx bi mogao biti ista životinja. Vjerojatno je da bi ogromni pterosauri poput Q. northropi imali vrlo veliku, transkontinentalnu rasprostranjenost, zbog čega njegova pojava i u Europi i u Sjevernoj Americi ne bi bila iznenađujuća. Mark Witton et al. su istakli da se lubanje Hatzegopteryxa i Q. sp. dovoljno razlikuju da se ne mogu smatrati istom životinjom, zbog čega je vjerojatno da Q. sp., ako nije identičan vrsti Quetzalcoatlus northropi, predstavlja zaseban rod.
Vratni kralježak jednog pripadnika Azhdarchidae, pronađen 2002. godine u formaciji Hell Creek (maastrichtij), također bi mogao pripadati rodu Quetzalcoatlus. Taj je primjerak (BMR P2002.2) otkriven slučajno prilikom prijevozaa dijela jednog primjerka tiranosaura. Iako je pronađen s ostacima dinosaura mesoždera, kralježak nema tragove zuba na sebi. Ta je kost potekla od pterosaura Azhdarchidaea s rasponom krila od 5 - 5,5 m.

## Paleobiologija
Quetzalcoatlus je bio čest u Teksasu za vrijeme lancijanskog faunalnog stadija, kojim je dominirao Alamosaurus. Veza između Alamosaurusa i Quetzalcoatlusa vjerojatno su polusuhe kontinentalne ravnice. Quetzalcoatlus je imao prethodnike u Sjevernoj Americi, a povećanje njegove rasprostranjenosti moglo bi biti vezano sa širenjem njegovog dominantnog staništa, a ne uzrokovano doseljavanjem, kako su predložili neki stručnjaci.

### Ishrana
Predložen je veliki broj različitih ideja po pitanju načina života Quetzalcoatlusa. Budući da se njegovo nalazište nalazilo četiri stotine kilometara od najbliže obale, a nisu postojali dokazi da su se tu krajem krede nalazile velike rijeke ili duboka jezera, Lawson je 1975. odbacio ishranu ribama, te umjesto toga predložio da je Quetzalcoatlus bio lešinar, kao marabu roda, samo što su tada u pitanju bile lešine sauropoda titanosaura, kao što je Alamosaurus. Lawson je pronašao ostatke tog divovskog pterosaura tražeći kosti Alamosaurusa, koji je činio bitan dio njegovog ekosustava.
Thomas Lehman i Langston su 1996. odbacili hipotezu lišinarstva, istaknuvši da se donja čeljust toliko jako krivila prema dolje da, čak i kada bi čeljusti bile sasvim sklopljene, između gornje i donje ostao bi razmak od preko 5 cm, što se bitno razlikuje od kukastih kljunova ptica specijaliziranih za lešinarenje. Predložili su da se, s obzirom na svoje duge vratne kralješke i dugu, bezubu čeljust, Quetzalcoatlus hranio poput današnjeg vodosjeka, loveći ribe režući površinu vode kljunom. Iako je taj način hranjenja postao općeprihvaćen, nije bio provjeren znanstvenim metodama sve do 2007. godine, kada je jedno istraživanje pokazalo da takav način hranjenja ne bi bio pogodan za tako velikog pterosaura zbog previsoke potrošnje energije, do koje dolazi zbog prevelikog aerodinamičkog otpora. Mark Paul Witton i Darren Naish su 2008. objavili pregled mogućih prehrambenih navika i ekologije porodice Azhdarchidae. Witton i Naish naglasili su da je većina ostataka Azhdarchidae pronađena u kopnenim naslagama, daleko od mora i drugih velikih vodenih površina, koje bi bile neophodne za ishranu ribom kako to čini vodosjek. Uz to, anatomija kljuna, čeljusti i vrata nisu slične onoj kod bilo koje današnje životinje koja se hrani na taj način. Zaključili su da su se, umjesto toga, Azhdarchidae najvjerojatnije prikradali plijenu, slično današnjim rodama, te vjerojatno lovili malene kralježnjake na kopnu ili u manjim potocima. Iako je Quetzalcoatlus, kao i ostali pterosauri, hodao na četiri noge, Quetzalcoatlus i ostali pripadnici Azhdarchidae imaju proporcije prednjih i zadnjih udova slične današnjim ungulatima koji trče, što je pokazatelj da su bili jedinstveno prilagođeni životu na kopnu.

### Let
Priroda leta kod Quetzalcoatlusa i drugih velikih pripadnika Azhdarchidae nije bila dobro istražena sve dok u 21. stoljeću nisu provedena ozbiljna biomehanička istraživanja. U ranom eksperimentu iz 1984. Paul MacCready je koristio praktičnu aerodinamiku kako bi testirao let Quetzalcoatlusa. MacCready je konstruirao model leteće mašine ili ornitoptera, koristeći jednostavno računalno funkcioniranje kao automatskog pilota. Model je uspješno letio pomoću kombinacije jedrenja i zamahivanja krilima; međutim, model je bio upola lakši od tadašnje procijenjene težine te životinje od 80 kg, što je daleko manje od današnjih procjena, koje daju brojku od preko 200 kg. Metoda letenja kod tih pterosaura većinom ovisi o težini, koja je kontroverzna tema, jer različiti znanstvenici preferiraju različite procijenjene težine. Neki su istraživači predložili da su te životinje koristile spor, jedreći let, dok su drugi zaključili da im je let bio brz i dinamičan. Donald Henderson je 2010. tvrdio da je masa Q. northropi podcijenjena, čak i u slučaju najviših procjena, te da je on bio pretežak za let s pogonom. U svom članku iz 2010. procijenio je njegovu težinu na 544 kg. Henderson je smatrao da je čak možda bio neletač.
Međutim, većina ostalih procjena sposobnosti letenja ne slažu se s Hendersonovim istraživanjem, prikazavši umjesto toga životinju odlično prilagođenu dugom letu na velike udaljenosti. Mike Habib, profesor biomehanike na sveučilištu u Chathamu, i Mark Witton, britanski paleontolog, 2010. su proveli daljnje istraživanje sposobnosti letenja kod velikih pterosaura. Nakon što su faktorirali raspon krila, težinu i aerodinamiku, sofisticirani računalni program doveo ih je do zaključka da je Q. northropi bio sposoban za let "do 80 milja na sat, 7 do 10 dana i na nadmorskoj visini od 15 000 stopa". Mike Habib je nadalje predložio maksimalni radijus leta od 8 000 do 12 000 milja za Q. northropi. Habib je dodatno kritizirao Hendersonov rad istakavši da su, iako je Handerson koristio odlične procjene mase, one bile temeljene na zastarjelim modelima pterosaura, te da anatomska istraživanja Q. northropi i drugih velikih pterosaura pokazuju da su im prednji udovi imali veći stupanj robusnosti od očekivanog za potpuno četveronožnu životinju. Habib vjeruje da su veliki pterosauri najvjerojatnije koristili kratke nalete leta s pogonom kako bi prešli na termalno jedrenje.

## Značaj za kulturu
Quetzalcoatlus se često prikazuje u dokumentarnim filmovima, u kinima i na televiziji, još od 1980-ih. Projekt Smithsoniana izrade funkcionalnog modela Q. northropi bio je predmet IMAX doumentarca On the Wing iz 1986. godine, koji je prikazan u Nacionalnom muzeju zrakoplovstva i svemirskih letova u Washingtonu. Prikazan je također i na televizijskim programima poput BBC-jevog Walking with Dinosaurs iz 1999. i Dangerous, Ltd.-ovog Clash of the Dinosaurs iz 2009. godine. Posljenji je program prikazao osobine koje su režiseri izmislili kako bi učinili emisiju zabavnijom, kao što je prikaz Quetzalcoatlusa sa sposobnošću da koristi ultraljubičasti spektar zračenja kako bi locirao urin dinosaura pri lovu u zraku. Također je prikazan u dokumentarnom filmu March of the Dinosaurs iz 2011. godine, gdje je neispravno predstavljen kao dvonožan lešinar bez kandži, a pojavio se i u seriji Animal Armageddon iz 2009. godine, gdje je ispravno prikazan s piknovlaknima. U dodatku "Povratak u Jurski park" za Blu-ray izdanje serije Jurski park iz 2011. godine, John R. Horner opisuje Quetzalcoatlusa kao pterosaura koji je najispravnije predstavljen i usporedio je veličinu pterosaura koji su se pojavili u ta tri filma.
U lipnju 2010-ih je u South Banku u Londonu izloženo nekoliko modela Q. northropi u punoj veličini kao središnji izložak za proslavu 350. godišnjice Kraljevskog društva. Modeli, među kojima je bilo i jedinki u letu i jedinki na tlu, s rasponom krila od 9 metara, postavljeni su u svrhu povećanja interesiranja za njih među publikom. Modele su napravili znanstvenici sa sveučilišta u Portsmouthu, među kojima su bili David Martill, Bob Loveridge i Mark Witton, te inženjeri Bob i Jack Rushton iz Griffon Hoverworka. Modeli koje su predstavili publici bili su najispravniji modeli napravljeni u to vrijeme, uzevši u obzir anatomske osobine kostura i otiske stopala srodnih pterosaura.
Godine 1985. su DARPA (Defense Advanced Research Projects Agency) i AeroVironment koristili vrstu Quetzalcoatlus northropi kao temelj za eksperimentalni bespilotni ornitopter. Izradili su upola manji model težine 18 kg, s rasponom krila od 5 metara. Izložena je u Nacionalnom muzeju zrakoplovstva i svemirskih letova.

## Vanjske poveznice
|  | Zajednički poslužitelj ima stranicu o temi Quetzalcoatlus    |
|  | Zajednički poslužitelj ima još gradiva o temi Quetzalcoatlus |
|  | Wikivrste imaju podatke o taksonu Quetzalcoatlus             |